# Томас Браун (филозоф)
Томас Браун (19 октобар 1605 — 19 октобар 1682) био је енглески полимата, широких интересовања и завидног познавања научних и медицинских достигнућа тог времена, као и знања из области теологије и езотерије. Најпознатији је по својим медицинско-филозофским мемоарима „Religio Medici“ („Религија лекара“), који су изазвали полемике у Енглеској тога доба.

## Биографија
Рођен је 19. октобра 1605. у лондонској парохији Светог Михаила, Чипсајд, као најмлађе дете Томаса Брауна (трговца свилом) и Ен Браун из Сасека. Ова шесточлана породица (Томас је имао брата и две сестре) уживала је високи статус у својој заједници. Његова породица је користила хералдичке симbole, што указује на то да су били имућни . Браун је 1623. године започео студије филозофије у Бродгејтс Холу на Универзитету у Оксфорду а  дипломирао је 1627. године, очигледно као одличан студент, с обзиром да је 1624. године одржао говор за студенте основних студија. Потом је студирао медицину на Универзитету у Падови, Универзитету у Монпељеу и Универзитету у Лајдену, где је 1633. године стекао докторску титулу из области медицине. Након тога, 1637. године настанио се у Нориджу, Енглеска, где је радио као лекар све до своје смрти 1682. године . Године 1641. оженио се Дороти Мајлхам и са њом имао десеторо деце. Шесторо њихове деце је умрло пре родитеља. Познат је и по другим књижевним делима, као што су „Хидротафија, Покопавање урни или расправа о гробним урнама недавно пронађеним у Норфолку“ (филозофско-антрополошко дело о античким делима и смрти),„Врт Кира“ (разматрајући питања везана за херметизам) и „Хришћански морали“ (размишљања намењена његовој најстаријој деци).

### Religio Medici
Мемоари су објављени 1642. године као ауторизовано издање након што је претходне године штампана неовлашћена верзија и по њима је Томас Браун стекао славу у Енглеској и на европском континенту. Конципирани као психолошки аутопортрет који истражује врлине Вере и Наде (Први део) и Доброчинства  (Други део) у складу са Брауновим веровањем као члана Англиканске цркве у sola fide (само вера као метод спасења у Хришћанство) и sola scriptura (само коришћење Библије као ауторитет у вери), ово дело је такође истраживање Бејконске нове науке и чуда природног света. Текст је познат по свом меланхоличном, али духовитом стилу, као и по идиосинкратичној синкретизацији науке и религије (на пример када Браун тврди да је битуменски сумпор који пада са неба била врста хемијске реакције која је уништила Содому). Већи део ове књиге представљају Браунови опширни коментари библијских доктрина, попут могућности да чуда и даље постоје и након што су апостоли проширили хришћанство. Поред тога, Браун је био мајстор неологизма, појавивши се на листи најцитиранијих извора Оксфордског речника енглеског језика (на 69. месту!). Познат је по томе што је измислио многе енглеске речи које су касније усвојене и у другим језицима, као што су: "рачунар", „амбидекстрално“, „препотопно“, и тако даље. На његов стил и професионалну саморефлексију угледали су се  други аутори попут Џона Драјдена у делу Religio Laici („Религија лаика“)  .